# Sylvain Ménichelli
 (octobre 2021).
Si vous disposez d'ouvrages ou d'articles de référence ou si vous connaissez des sites web de qualité traitant du thème abordé ici, merci de compléter l'article en donnant les références utiles à sa vérifiabilité et en les liant à la section « Notes et références ».
Pas d'image ? Cliquez ici

a Compétitions nationales et continentales officielles uniquement.

Sylvain Ménichelli, né le 27 novembre 1927 à Argelès-sur-Mer et décédé le 16 octobre 1994 à Paris 4e, est un joueur français de rugby à XIII et à XV. Il évoluait au poste de demi de mêlée dans les années 1940 et 1950.
Il commence sa carrière sportive par le rugby à XV sous les couleurs de l'USA Perpignan puis de Céret. Il opte ensuite pour le rugby à XIII à l'instar de son coéquipier José Guasch en rejoignant Ille-sur-Têt et notamment Celtic de Paris aux côtés de Puig-Aubert, Élie Brousse, Roger Arcalis et Francis Lévy.

## Palmarès

### Rugby à XV
- Collectif :
  - Finaliste du Championnat de France : 1952 (USA Perpignan).